# Euphorbia deltoidea
Euphorbia deltoidea är en törelväxtart som beskrevs av Georg George Engelmann och Alvin Wentworth Chapman. Euphorbia deltoidea ingår i släktet törlar, och familjen törelväxter.
Artens utbredningsområde är Florida.

## Underarter
Arten delas in i följande underarter:
- E. d. adhaerens
- E. d. deltoidea
- E. d. pinetorum